# Auhausen
Auhausen er en kommune i Landkreis Donau-Ries i Regierungsbezirk Schwaben i den tyske delstat Bayern med knap 1.100 indbyggere. Kommunen er en del af Verwaltungsgemeinschaft Oettingen in Bayern.

## Geografi
Auhausen er den nordligste kommune i Regierungsbezirk Schwaben og ligger på kanten af Nördlinger Ries, der er et stort nedslagskrater fra en meteorit. I nærheden af byen løber floden Wörnitz.
Der er følgende landsbyer i kommunen: Auhausen, Dornstadt, Lochenbach og det ubeboede område Linkersbaindt. Til Auhausen hører også bebyggelserne Wachfeld, Heuhof, Pfeifhof og Zirndorf.